# Дионисиос Стаменитис
Дионисиос (Дионисис) Евангелу Стаменитис (на гръцки: Διονύσιος Ευαγγέλου Σταμενίτης) е гръцки политик от Нова демокрация.

## Биография
Роден е в 1968 година в македонския град Енидже Вардар, на гръцки Яница. Завършва Политехническия факултет на Солунския университет. От 1999 г. работи като строителен инженер на свободна практика. Избран е за депутат от Пела на изборите на 6 май 2012 г. и после отново на 17 юни 2012 година.